# Túrony
Túrony (kroatisch Turon) ist eine ungarische Gemeinde im Kreis Siklós im Komitat Baranya.

## Geografische Lage
Túrony liegt 19 Kilometer südlich des Komitatssitzes Pécs und 8 Kilometer nordwestlich der Kreisstadt Siklós. 
Nachbargemeinden sind Csarnóta, Bisse, Garé, Harkány und Szalánta.

## Geschichte
Im Jahr 1907 gab es in der damaligen Kleingemeinde 77 Häuser und 389 Einwohner auf einer Fläche von 1636 Katastraljochen.

## Sehenswürdigkeiten
- Reformierte Kirche

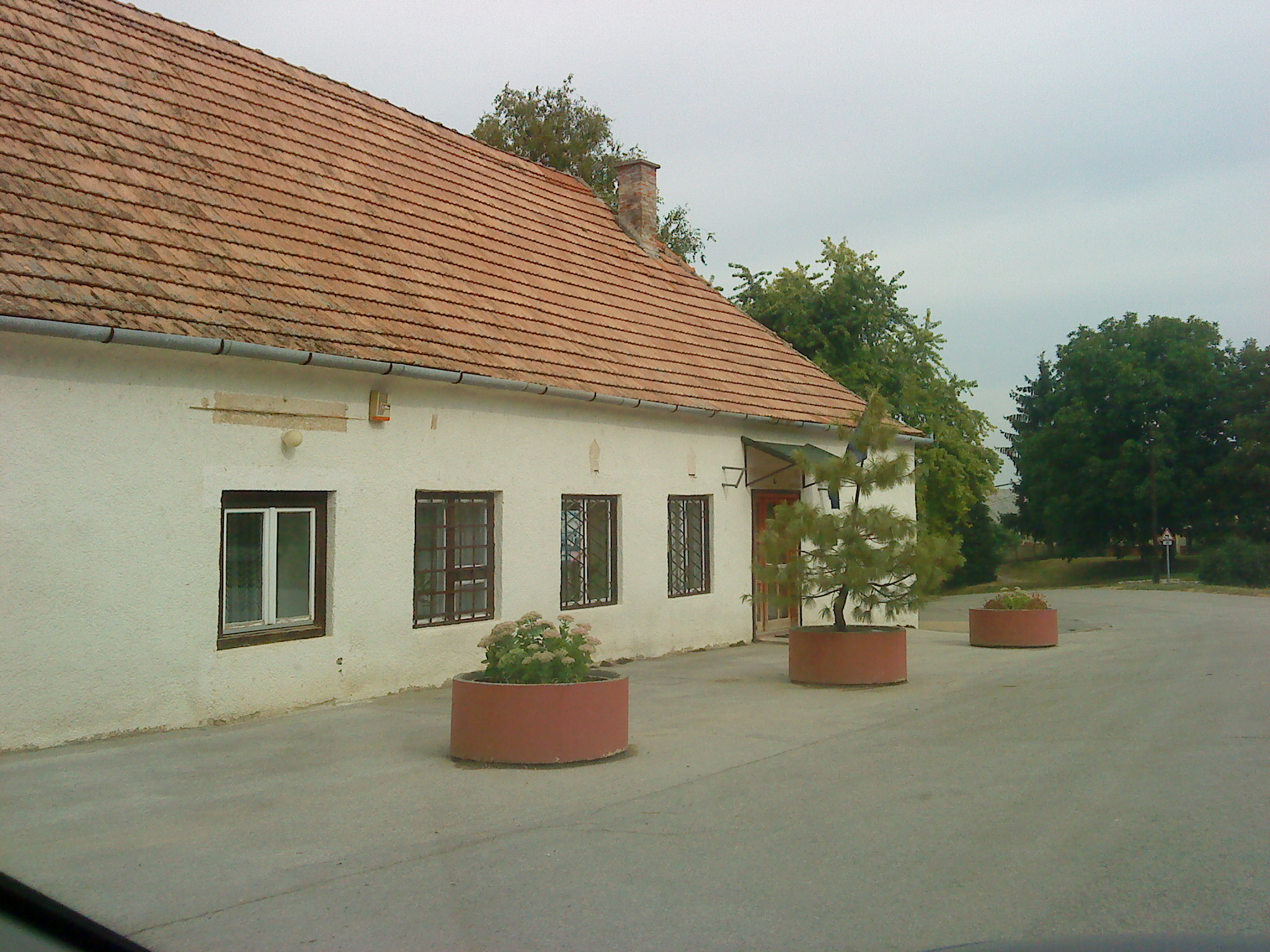
Bürgermeisteramt
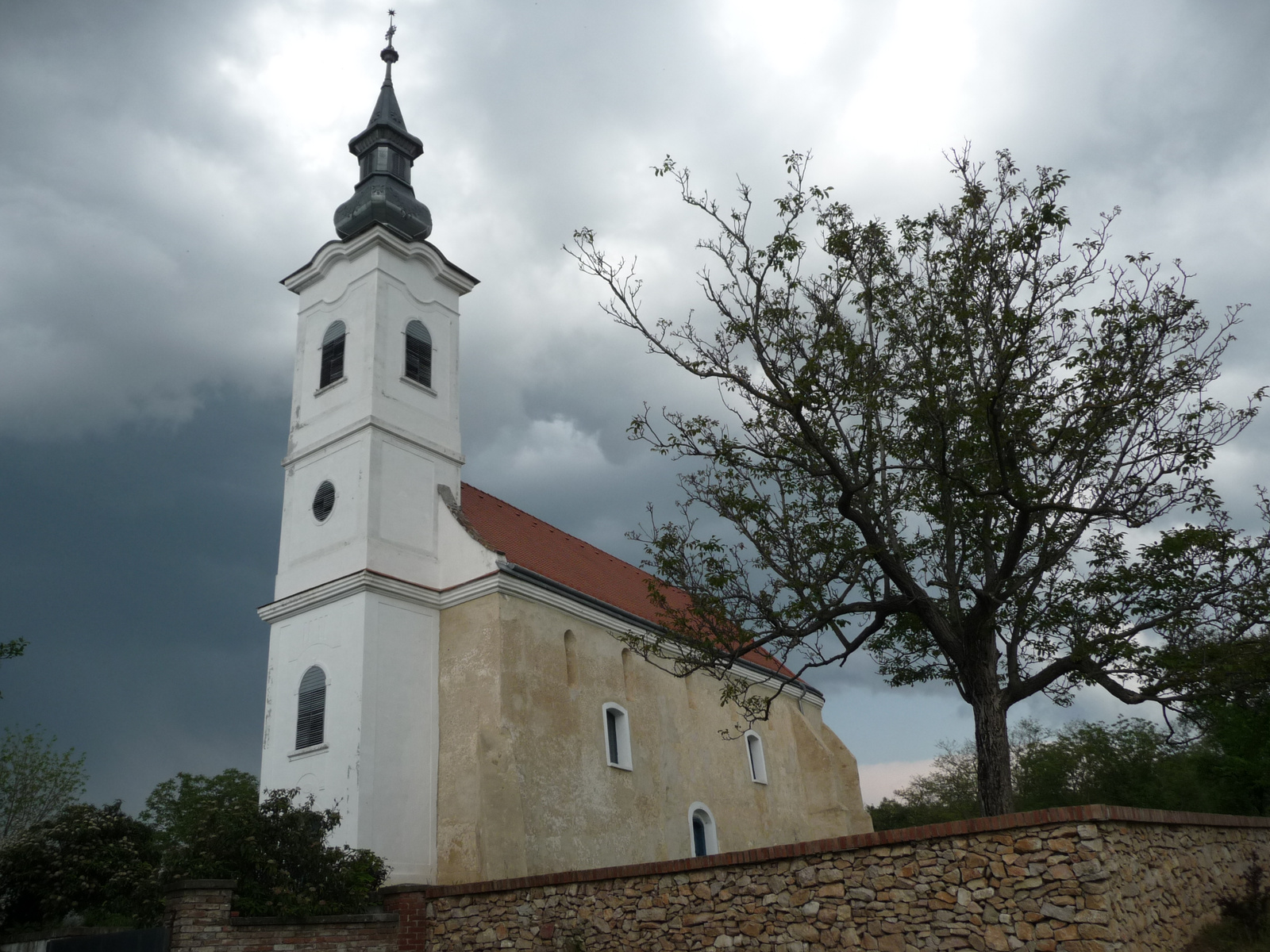
Reformierte Kirche
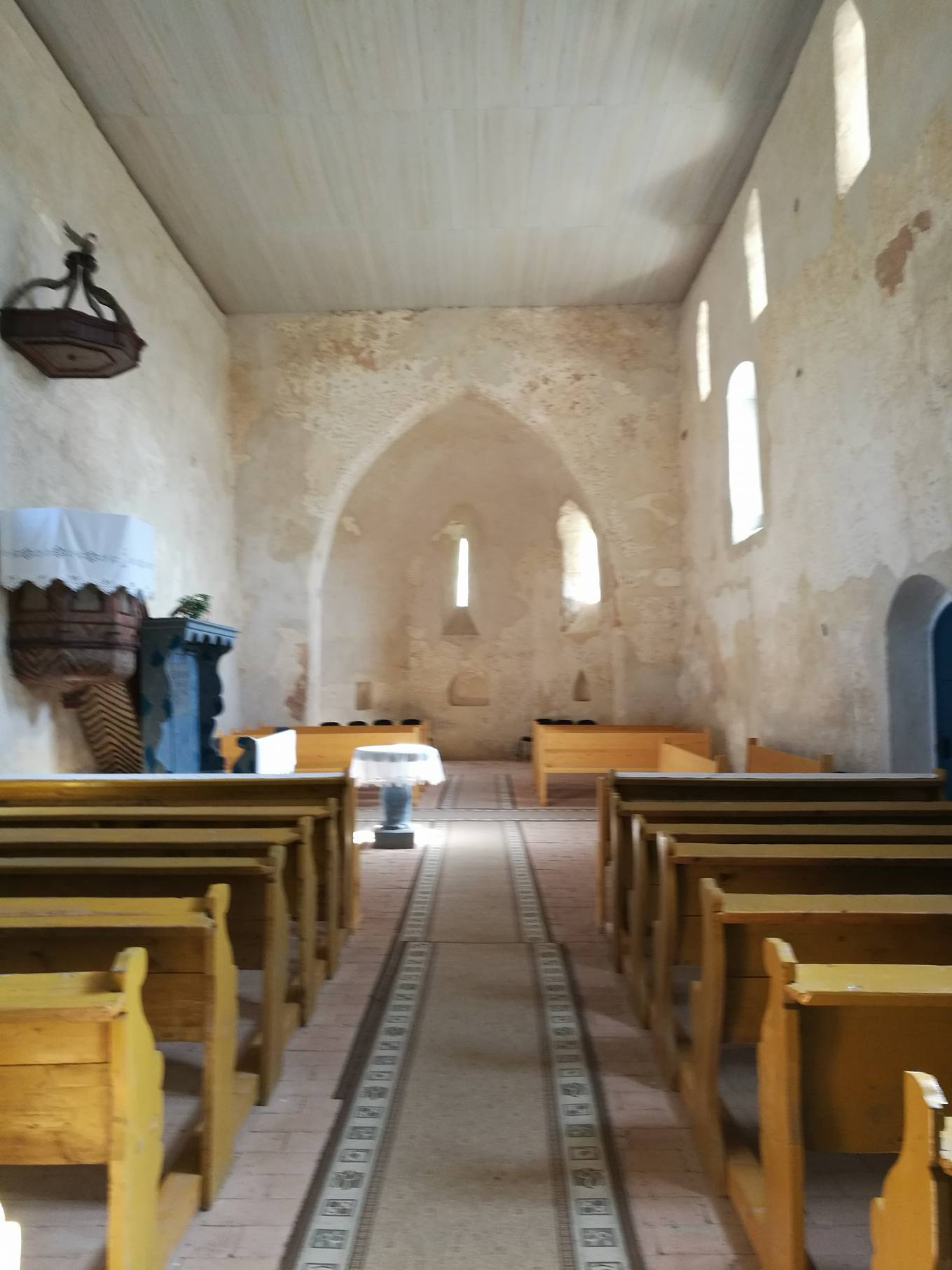
Innenraum der Kirche

## Verkehr
Durch Túrony verläuft die Hauptstraße Nr. 58. Es bestehen Busverbindungen nach Harkány und Siklós sowie nach Pécs, wo sich der nächstgelegene Bahnhof befindet.